# Noronhia
Cet article possède des paronymes, voir Noreña, Noroña et Noronha.
Genre
Noronhia est un genre de plantes à fleurs de la famille des Oléacées. Il est nommé en l'honneur du botaniste espagnol Francisco Noronha (1748-1788).
On en connaît 40 espèces, toutes originaires de Madagascar sauf une, N. cochleata, qui est originaire des Comores. Quelques-unes se sont naturalisées à Maurice, à La Réunion et aux Bermudes. Ce sont toutes des arbres, à feuilles caduques ou persistantes.

## Espèces
Madagascar
- N. alleizettei Dubard
- N. ambrensis H. Perrier
- N. boinensis H. Perrier
- N. boivinii Dubard
- N. brevituba H. Perrier
- N. buxifolia H. Perrier
- N. candicans H. Perrier
- N. crassinodis H. Perrier
- N. crassiramosa H. Perrier
- N. cruciata H. Perrier
- N. decaryana H. Perrier
- N. divaricata Scott-Elliot
- N. ecoronulata H. Perrier
- N. emarginata (Lam.) Thouars
- N. gracilipes H. Perrier
- N. grandifolia H. Perrier
- N. humbertiana H. Perrier
- N. introversa H. Perrier
- N. lanceolata H. Perrier
- N. leandriana H. Perrier
- N. linearifolia Boivin ex Dubard
- N. linocerioides H. Perrier
- N. longipedicellata H. Perrier
- N. louvelii H. Perrier
- N. luteola H. Perrier
- N. mangorensis H. Perrier
- N. myrtoides H. Perrier
- N. oblanceolata H. Perrier
- N. ovalifolia H. Perrier
- N. peracuminata H. Perrier
- N. pervilleana (Knobl.) H. Perrier
- N. populifolia H. Perrier
- N. sambiranensis H. Perrier
- N. seyrigii H. Perrier
- N. tetrandra H. Perrier
- N. tubulosa H. Perrier
- N. verrucosa H. Perrier
- N. verticillata H. Perrier
- N. verticilliflora H. Perrier

Comores
- N. cochleata Labat